# Corona (öl)
För andra betydelser, se Corona.

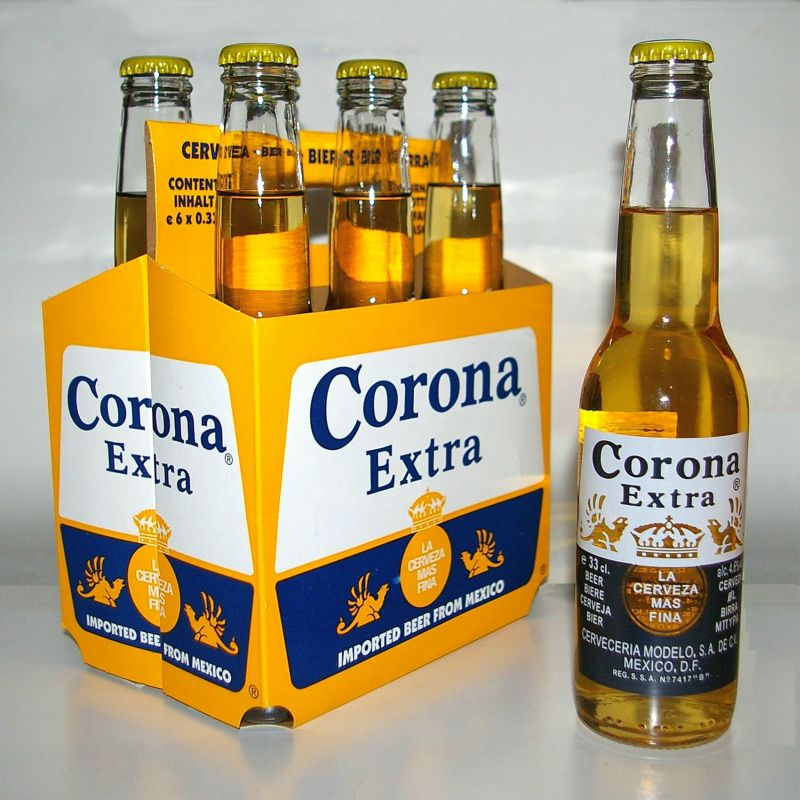
Ett sexpack Corona.

Corona är ett ljust lageröl som produceras av Mexikos största exportbryggeri, Grupo Modelo.  Corona produceras i glasflaskor av olika storlekar, varav den vanligaste modellen i Mexiko är 32,5 cl. Det finns även en liten modell på 25 cl som kallas för Coronita, samt en större modell på 94 cl som kallas för Familiar. I en del länder säljs Corona även på burk eller ölfat.

## Corona Extra

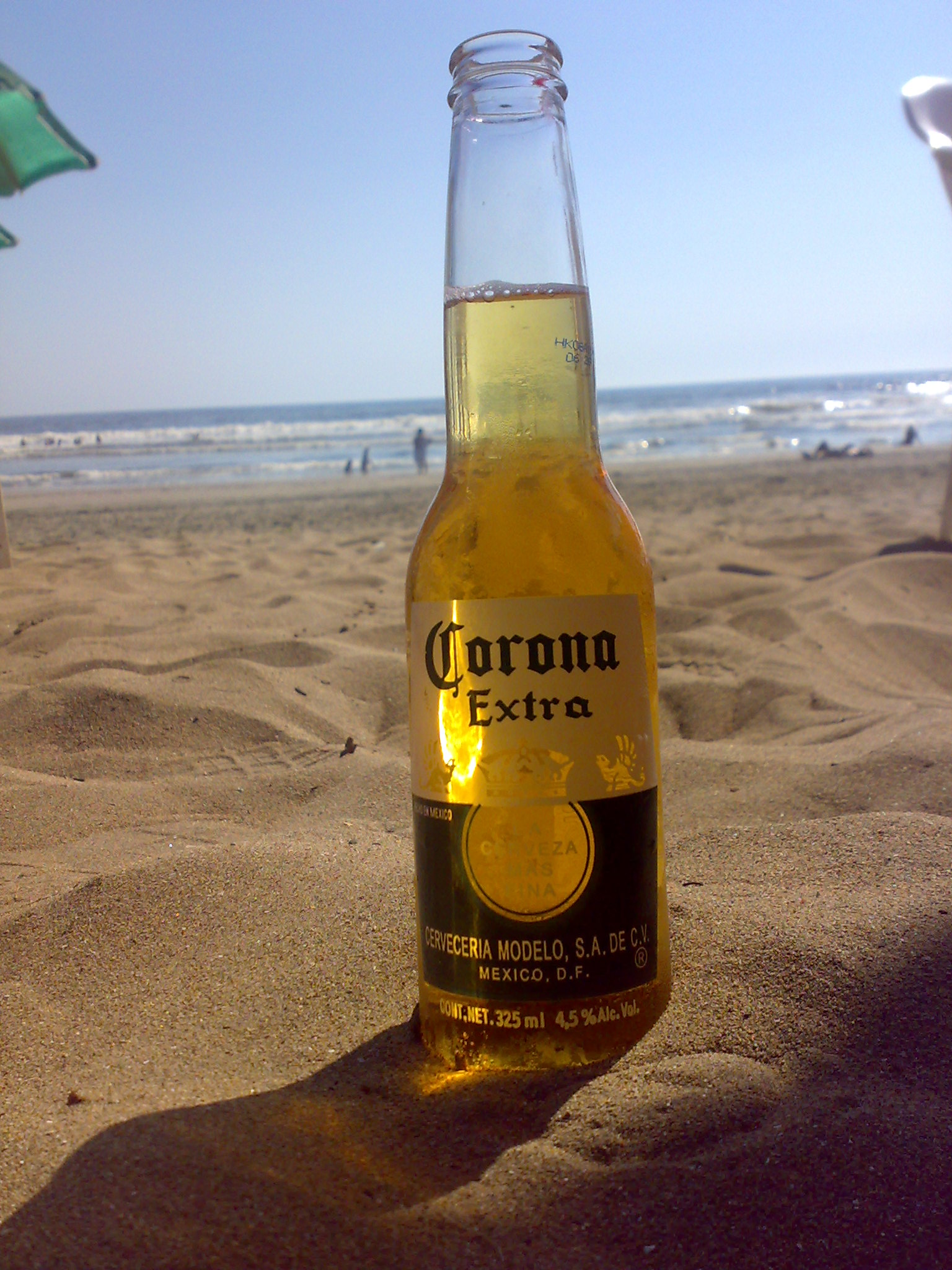
Corona Extra, ett av världens mest sålda öl.

Den internationellt mest kända öltypen i Corona-serien är Corona Extra. Den exporteras till över 150 länder och är ett av världens bäst säljande öl. Exportutgåvan av Corona Extra produceras i glasflaskor à 35.5 cl och innehåller 4,5 volymprocent alkohol. 
Det finns även en lågkalorivariant av Corona med beteckningen Corona Light, som introducerades under slutet av 1980-talet. Corona Light är ett lågkaloriöl som har omkring 30 procent färre kalorier än Corona Extra.

## Servering
Liksom många andra latinamerikanska öl serveras Corona med fördel väl kylt och med en klyfta citrusfrukt nedstucken i flaskans hals. Vanligast är lime men även citron är populärt. Sedens ursprung är oklart men har spritt sig och ölet serveras numera på detta sätt världen över. Citrusjuicen anses förhöja dess smak.

## Smak
Corona har en lätt smak och låg beska. Detta har gjort det populärt bland dem som annars inte tycker om öl och impopulärt bland dem som tycker om öl. Bruket av lime har kritiserats, då det anses visa att ölets smak inte är tillräcklig i sig.